# Лукинщина (Кировская область)
Лукинщина — опустевшая деревня в Котельничском районе Кировской области в составе Молотниковского сельского поселения.

## География
Располагается на расстоянии примерно 12 км по прямой на север от райцентра города Котельнич.

## История
Известна с 1802 году как деревня Лукинская из 2 дворов. В 1873 году здесь было отмечено дворов 2 и жителей 40, в 1905 6 и 42, в 1926 (уже Лукинщина) 10 и 54, в 1950 6 и 23, в 1989 оставалось 2 жителя.

## Население
Постоянное население не было учтено как в 2002 году, так и в 2010.